# キム・ヨンチョル (コメディアン)
キム・ヨンチョル(김영철、1974年6月23日 - )は、韓国のコメディアン、歌手。

## 略歴
- 1993年、聖心外国語大学（現在の霊山大学校）英語科入学。兵役を経て、1998年、東国大学校観光経営学科編入。
- 1999年、KBSコメディアン公開採用14期生としてデビュー[3]。
- 2004年、KBS連続ドラマ「拝啓、ご両親様」にシンチョル役で出演。
- 2006年、桂園芸術大学で1年間英語講師を務める[4]。
- 2008年、アリランテレビ「Let's Speak Korean」出演。
- 2015年5月、歌手のユン・ジョンシンが代表を務めるMYSTICエンターテインメントに移籍。「힘을 내요! 슈퍼 파워（力を出して！スーパーパワー）」が流行語となる[5]。
- 2017年4月、女性トロット歌手ホン・ジニョン作詞作曲、Rocoberry編曲の「따르릉（Ring Ring）」で歌手デビュー。7月、G20に出席する文在寅大統領のドイツ訪問に大統領専用機で同行し、現地で同胞懇談会の司会進行を務める[6]。

## 主な出演番組
- 「ギャグコンサート」KBS2
- 「Let's Speak Korean」アリランテレビ 2008年
- 「知ってるお兄さん」JTBC 2015年〜
- 「キム・ヨンチョルのPower FM」 SBSラジオ 2016年10月〜

## 音楽作品
デジタルシングル
- 「따르릉（Ring Ring）」2017年4月20日。

2017年2月放送のMBCテレビのトーク番組「黄金漁場 ラジオスター」において、ゲストのホン・ジニョンがコメディアンのホ・ギョンファンに自作曲を提供したがお蔵入りになったエピソードを披露したところ、MCのユン・ジョンシンがその曲を自社所属のキム・ヨンチョルに譲るように提案。SNSでホ・ギョンファンとの人気投票を行った結果キム・ヨンチョルが選ばれ歌手デビューが決まった。
- 「크리스마스 별거 없어（クリスマス、大したことない）」2017年12月。Brown Eyed Girlsのジェアとのデュエット。
- 「안되나용」feat.フィソン（Realslow）2018年2月。

## 書籍
- 「뻔뻔한 영철영어」（2007年） ※留学経験なしで習得した英語力を活かした英語学習本
- 「더 뻔뻔한 영철영어」（2009年）